# Quận Harrison, Texas
Quận Harrison (tiếng Anh: Harrison County) là một quận trong tiểu bang Texas, Hoa Kỳ. Quận lỵ đóng ở thành phố Marshall6. Theo kết quả điều tra dân số năm 2000 của Cục điều tra dân số Hoa Kỳ, quận có dân số 62.110 người.